# Назар, Фрэнк
Фрэнк Назар (англ. Frank Nazar; род. 14 января 2004, Маунт-Клеменс, Мичиган) — американский хоккеист, нападающий клуба национальной хоккейной лиги «Чикаго Блэкхокс» (с 2023 года). Игрок сборной США по хоккею с шайбой. Чемпион мира 2024 года среди молодёжных команд. Чемпион мира 2025 года.

## Клубная карьера
Назар провёл два сезона в программе развития национальной сборной США по хоккею. В сезоне 2021/2022 годов забил 28 голов и отдал 42 результативные передачи в 56 играх и занял третье место в команде с 70 очками. В 2022 году принимал участие во Всеамериканской игре BioSteel.
Назар был выбран под общим 13-м номером командой «Чикаго Блэкхокс» на драфте НХЛ 2022 года. 13 апреля 2024 года подписал трёхлетний контракт с «Блэкхокс». Фрэнк дебютировал в НХЛ 14 апреля 2024 года в последней домашней игре «Чикаго» в регулярном сезоне, сразу же забил свой первый гол в НХЛ в ворота Петра Кочеткова из «Каролина Харрикейнз».

## Карьера в сборной
С 2022 года привлекался в различные молодёжные сборные США. На чемпионате мира среди молодёжных команд 2024 года стал чемпионом мира, сыграв 7 матчей и сделав 8 результативных передач.
В 2025 году Фрэнк Назар был включен в состав первой сборной для участия в чемпионате мира, который проходил в Швеции и Дании, на котором сборная США выиграла золото. Во втором поединке стал автором двух забитых шайб в ворота Венгрии.